# روري ماكان
روري ماكَّان (بالإنجليزية: Rory McCann)‏ (ولد في 24 أبريل 1969) هو ممثل وموسيقي اسكتلندي، اشتهر بلعب دور ساندور كليغان في مسلسل صراع العروش ودور لورش في فيلم الجريمة الكوميدي الزغب الساخن من إخراج إدغار رايت.

## بدايته
ولد ماكَّان في غلاسكو، اسكتلندا. ولديه أخت تدعى سالي-غاي ماكان، وُلدت سنة 1972.
قبل أن يصبح ممثلاً، روري كان رساماً وقد درس في المدرسة الاسكتلندية للتحريج  بالقرب من إينفيرنيس.
كما اشتغل كصباغ جسور (جسر فورث رود)، وعمل كذلك بستانياً ونجاراً.
تلقى ماكان تدريبه ليصبح ممثلاً على يد الفنان والكاتب روبرت بارسيفال فينش في «ورشة الممثل» بمدينة غلاسكو سنة 1998.

## مسيرته المهنية
أول دور لعبه ماكان كان في فيلم «ويلو» (1988). وقد تعرض للطرد بسبب ضحكه أثناء التصوير. ظهر بعدها في إعلان لشركة منتجات إفطار اسكتلندية مرتدياً الزي الاسكتلندي. أول دور رئيسي تلقاه كان دور مدرب شخصي معاق في المسلسل الكوميدي الدرامي «مجموعة الكِتاب» سنة 2002، مما خوله للفوز بجائزة الأكاديمية البريطانية لفنون السينما والتلفزيون 2002.
منذ ذلك الحين، تلقى روري العديد من الأدوار التلفزيونية مثل المحقق المفتش ستيوارت براون في مسلسل «حالة اللعب»، بطرس الأكبر في «بيتر في الجنة» ودور قسيس في مسلسل الكوميديا والدراما البريطاني «بلا خجل».
بدايته في هوليوود كانت مع فيلم الإسكندر سنة 2004، والذي تطلب من الممثلين أن يتمرنوا في مخيم تدريب بالصحراء الإفريقية، كما تضمن تصوير لقطات في تايلاند، المغرب إلى جانب التصوير في استوديو في لندن. سنة 2007، ظهر في دور مايكل «لورش» أرمسترونغ في فيلم «زغب ساخن». في 2008، لعب دور «موبي» في الفيلم البريطاني «الطاقم» كما لعب دور أتيلا الهوني في فيلم بي بي سي الدراما وثائقي «أبطال وأشرار».
مَثّل ماكّان دور ساندور كليغاين «كلب الصيد» في مسلسل إتش بي أو «صراع العروش».
شارك في أعمال أخرى كذلك مثل مسلسل «منفي» للكاتب جيمي ماكغوفيرن عرضته شبكة بي بي سي. يحكي عن أستراليا في القرن 18م. ظهر ماكان في دور حدّاد يدعى مارستون.

## حياته الشخصية
سالي-غاي ماكان، أخت روري ماكان الصغرى تعمل في مجال تصميم أزياء الأفلام والمسلسلات; وقد عملت مع أخيها في كل من فيلم الإسكندر ومسلسل صراع العروش. ماكان مساند لحزب الخضر الاسكتلندي [الإنجليزية]، وقد ظهر في البث التلفزيوني للانتخابات البرلمانية الاسكتلندية لسنة 2007.
سنة 1990، كسر ماكّان العديد من العظام في حادثة تسلق جبال في يوركشاير كادت تودي بحياته.
ماكان كان العضو الأساسي في فرقة موسيقية كانت تدعى «حساء الرعد» (بالإنجليزية: Thundersoup)‏. كان يعزف البيانو والإيتار، البانجو وكذلك المندولين.
عُرف روري بعيشه حياةً منعزلة وعدمية. وغالباً كان يقيم في قاربه أو في أماكن لا تتوفر على وسائل الراحة الحديثة.

## أعماله

### أفلام
| السنة | العنوان                        | الدور                  |
| ----- | ------------------------------ | ---------------------- |
| 1999  | قريباً                          | فيرغوس                 |
| 2000  | وجوه الفطيرة                   | غون                    |
| 2003  | وَشم الشيطان                    | إريك                   |
| 2003  | آدم الأصغر                     | سام                    |
| 2003  | بيتر في الجنة                  | بيتر العظيم            |
| 2004  | الإسكندر                       | كراتيروس               |
| 2005  | بيوولف & غريندل                | بريكا                  |
| 2006  | ستة وستون                      | شرطي                   |
| 2007  | الزغب الساخن                   | مايكل أرمسترونغ "لورش" |
| 2008  | الطاقم                         | موبي                   |
| 2009  | سليمان كين                     | ماكنيس                 |
| 2010  | صراع الجبابرة                  | بيلو                   |
| 2011  | موسم الساحرة                   | جندي                   |
| 2015  | الغرب البطئ                    | جون روس                |
| 2017  | إكس إكس إكس: عودة إكساندر كايج | تينيسون "الكشاف"       |

### مسلسلات
| السنة     | العنوان          | دور                        | ملاحظات                             |
| --------- | ---------------- | -------------------------- | ----------------------------------- |
| 2000      | راندال & هوبكيرك | الحارس                     | حلقة: "اضطراب رؤية الاشباح العقلي"  |
| 2000      | العاهل غلين      | روجر                       | الحلقة رقم 1.6                      |
| 2002      | لندن تحترق       | كيث                        | الحلقة رقم 14.7                     |
| 2002–2003 | مجموعة الكتاب    | كيني ماكلويد               | 12 حلقة                             |
| 2003      | حالة اللعب       | ستيوارت براون              | الحلقة رقم 1.1                      |
| 2003      | وجه الصخرة       | آدم                        | 6 حلقات                             |
| 2006      | بلا خجل          | الأب كريتشون               | حلقتان                              |
| 2008      | أبطال وأشرار     | أتيلا الهوني               | حلقة: "أتيلا الهوني"                |
| 2011      | هيئة المحلفين    | ديريك هاتش                 | 5 حلقات                             |
| 2011–2019 | صراع العروش      | ساندور كليغاين "كلب الصيد" | دور رئيسي (المواسم 1–4، 6–) 33 حلقة |
| 2015      | منفي             | مارستون                    | 4 حلقات                             |

## روابط خارجية
- روري ماكان على موقع IMDb (الإنجليزية)
- روري ماكان على موقع روتن توميتوز (الإنجليزية)
- روري ماكان على موقع أول موفي (الإنجليزية)
- روري ماكان على موقع قاعدة بيانات الفيلم (الإنجليزية)
- روري ماكان على موقع كينوبويسك (الروسية)